# Wahlkreis Mid Fife and Glenrothes
| Mid Fife and Glenrothes                         |
| ----------------------------------------------- |
| Mid Fife and Glenrothes · Mid Scotland and Fife |
| Gebildet                                        |
| 2011                                            |
| Abgeordneter                                    |
| Jenny Gilruth (SNP)                             |
| Regionen                                        |
| Fife                                            |

Mid Fife and Glenrothes ist ein Wahlkreis für das Schottische Parlament. Er wurde 2011 im Zuge der Revision der Wahlkreise als einer von neun Wahlkreisen der Wahlregion Mid Scotland and Fife neu geschaffen. Die Gebiete lagen zuvor weitgehend innerhalb des ehemaligen Wahlkreises Central Fife. Der Wahlkreis Mid Fife and Glenrothes umfasst Teile der Council Area Fife mit den Städten Glenrothes, Kennoway und Leven. Der Wahlkreis entsendet einen Abgeordneten. 
Der Wahlkreis erstreckt sich über eine Fläche von 195,1 km2. Im Jahre 2020 lebten 69.384 Personen innerhalb seiner Grenzen.

## Wahlergebnisse

### Parlamentswahl 2011
Tricia Marwick wurde als Mitglied der Scottish National Party gewählt. Zur Wahrung ihrer Neutralität im Rahmen ihrer erlangten Position als Presiding Officier des Parlaments trat sie nach der Wahl aus der Partei aus.
| Ergebnisse der Parlamentswahl 2011 | Ergebnisse der Parlamentswahl 2011 | Ergebnisse der Parlamentswahl 2011 | Ergebnisse der Parlamentswahl 2011 |
| Partei                             | Kandidat                           | Stimmen                            | %                                  |
| ---------------------------------- | ---------------------------------- | ---------------------------------- | ---------------------------------- |
| SNP                                | Tricia Marwick                     | 13.761                             | 52,3                               |
| Labour                             | Claire Baker                       | 9573                               | 36,4                               |
| Conservative                       | Allan Smith                        | 1676                               | 6,4                                |
| All Scotland Pensioners Party      | Jim Parker                         | 673                                | 2,6                                |
| Liberal Democrats                  | Callum Leslie                      | 630                                | 2,4                                |
| Wahlbeteiligung: 26.421 (49,2 %)   |                                    |                                    |                                    |

### Parlamentswahl 2016
| Ergebnisse der Parlamentswahl 2016 | Ergebnisse der Parlamentswahl 2016 | Ergebnisse der Parlamentswahl 2016 | Ergebnisse der Parlamentswahl 2016 | Ergebnisse der Parlamentswahl 2016 |
| Partei                             | Kandidat                           | Stimmen                            | %                                  | ±                                  |
| ---------------------------------- | ---------------------------------- | ---------------------------------- | ---------------------------------- | ---------------------------------- |
| SNP                                | Jenny Gilruth                      | 15.555                             | 54,5                               | +2,2                               |
| Labour                             | Kay Morrison                       | 7.279                              | 25,5                               | −10,9                              |
| Conservative                       | Alex Stewart-Clark                 | 4.427                              | 15,5                               | +9,1                               |
| Liberal Democrats                  | Jane-Ann Liston                    | 1.286                              | 4,5                                | +2,1                               |
| Wahlbeteiligung: 26.313 (53,8 %)   |                                    |                                    |                                    |                                    |

### Parlamentswahl 2021
| Ergebnisse der Parlamentswahl 2021 | Ergebnisse der Parlamentswahl 2021 | Ergebnisse der Parlamentswahl 2021 | Ergebnisse der Parlamentswahl 2021 | Ergebnisse der Parlamentswahl 2021 |
| Partei                             | Kandidat                           | Stimmen                            | %                                  | ±                                  |
| ---------------------------------- | ---------------------------------- | ---------------------------------- | ---------------------------------- | ---------------------------------- |
| SNP                                | Jenny Gilruth                      | 18,115                             | 55,4                               | +0,9                               |
| Labour                             | Altany Craik                       | 7.881                              | 24,1                               | −1,4                               |
| Conservative                       | David MacPhee                      | 4.500                              | 13,8                               | −1,7                               |
| Liberal Democrats                  | Jane Liston                        | 1.789                              | 5,5                                | +1,0                               |
| Family                             | Steve Saunders                     | 3,85                               | 1,2                                | +1,2                               |
| Wahlbeteiligung: 60 %              |                                    |                                    |                                    |                                    |